# 沃萊森群島
沃萊森群島（英語：Wollesen Islands）是南極洲的群島，位於麥克羅伯特森地，處於阿茲穆斯群島以西1.9公里的霍姆灣入口處，根據挪威探險隊拍攝的空中照片繪入地圖，現時由南極條約體系管理。